# Listă de filme bazate pe lucrările lui Howard Phillips Lovecraft
Aceasta este o listă de filme notabile bazate pe lucrările lui Howard Phillips Lovecraft în ordine alfabetică.

## B
- Banshee Chapter (sau The Banshee Chapter, 2013)[5][6]
- Beyond Dream's Door (1989)[7]
- Beyond Re-Animator (vezi Listă de filme Re-Animator)
- Bleeders (sau Hemoglobin, 1997)[8]
- Bride of Re-Animator (vezi Listă de filme Re-Animator)

## C
- Castle Freak (1995)[9][10]
- Castle Freak (2020)[11][12][13][14]
- Chill (2007)[15][16]
- Color Out of Space (2019)[17][18]
- Cool Air (1999)[19][20]
- Cthulhu (2000)[21][22][23]
- Cthulhu (2007)[24][25][26]
- The Curse (sau The Farm, 1987)[27][28]

## D
- Dagon (Dagon, la secta del mar, 2001)[29]
- Dark Heritage (1989)[30][31][32]
- The Deep Ones  (2020) [33][34]
- Die, Monster, Die! (Monster of Terror, 1965)[35][36]
- The Dunwich Horror (1970)[37]

## F
- From Beyond (1986)[38]

## H
- The Haunted Palace (Palatul bântuit, 1963)[39]
- Howard Lovecraft and the Frozen Kingdom (2016)[40][41]

## I
- L'isola degli uomini pesce (Insula oamenilor pești, 1979)[42]

## L
- The Last Lovecraft: Relic of Cthulhu (2009)[43][44][45]
- Lemora (1973)[46][47]
- Lurking Fear (1994). Filmat în România.[48]

## N
- Necronomicon (H. P. Lovecraft's Necronomicon, Necronomicon: Book of the Dead ori  Necronomicon: To Hell and Back, 1993)[49]

## O
- Out of Mind: The Stories of H. P. Lovecraft (1998)[50][51]

## P
- Pulse Pounders (1988)[52].[53]

## R
- Re-Animator (H. P. Lovecraft's Re-Animator, 1985)[54]
- Reagitator: Revenge of the Parody (2017)[55][56]

## S

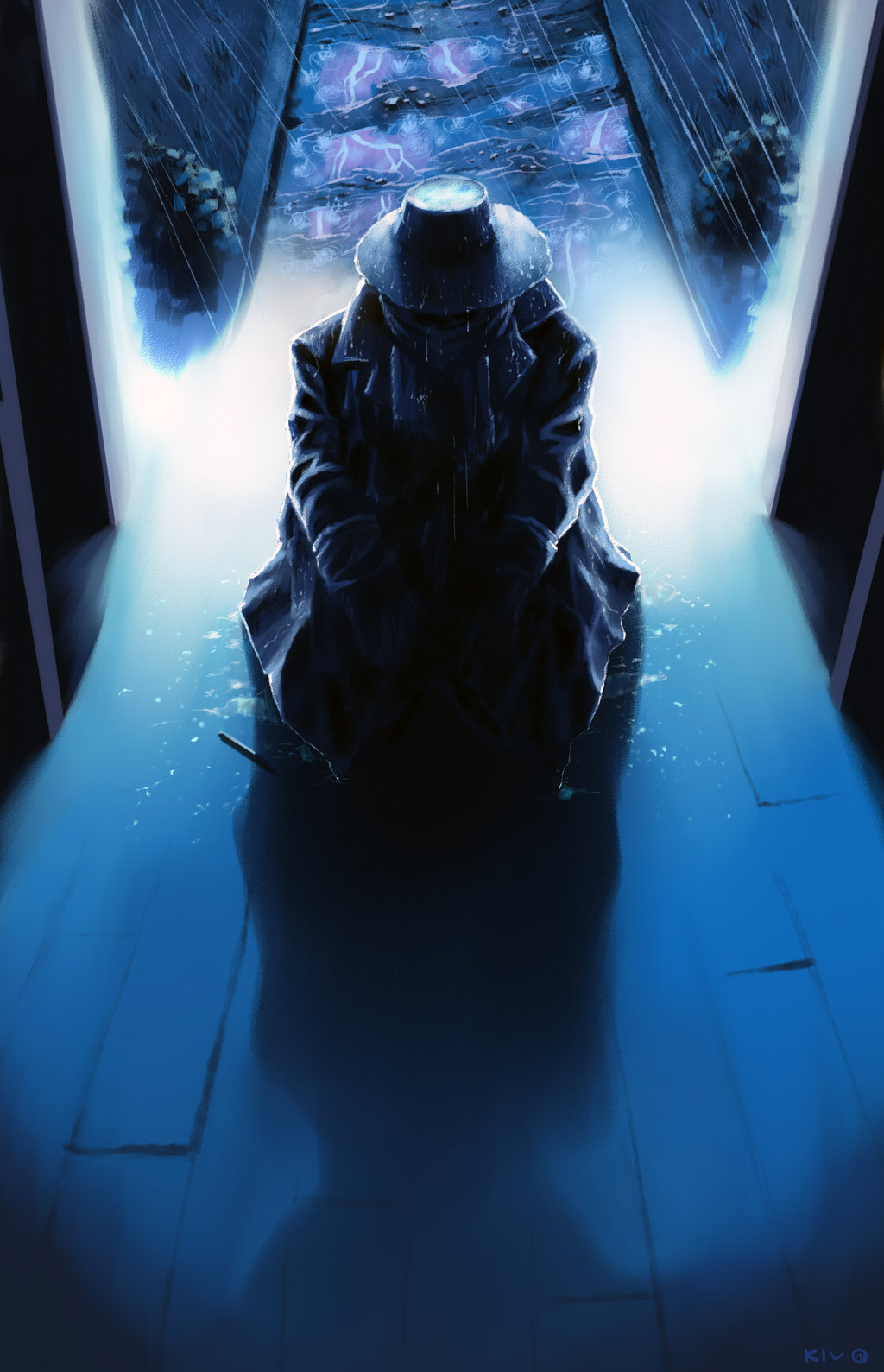
"The Thing on the Doorstep" / „Monstrul din prag” de Igor Korotitskiy (Decepticoin)

- Shadow of the Unnamable (scurtmetraj, 2011)[57][58][59][60][61][62][63][64][65]
- The Shuttered Room (sau  Blood Island, în română Camera încuiată, 1967)[66][67]
- Suitable Flesh (2023).[68] Bazat pe „Monstrul din prag” (1937).[69]

## U
- The Unnamable (1988)[70]
- The Unnamable II: The Statement of Randolph Carter (The Unnamable Returns, 1992)[71]

## V
- Venus (2022)[72]

## W
- Witch Hunt (1994)[73][74]

## Listă de filme bazate peMitologia Cthulhu
- The Cabin in the Woods (Cabana din pădure, 2012)
- Call Girl of Cthulhu (2014)
- The Call of Cthulhu (2005)
- Cast a Deadly Spell (Fă o vrajă mortală!, 1991)
- Color Out of Space (2019)
- Cthulhu (2000)
- Cthulhu (2007 )
- Cthulhu Mansion (La mansión de los Cthulhu, 1992)
- Dagon (2001)
- Dark Dungeons (scurt, 2014)
- The Deep Ones (2020)
- Die, Monster, Die! (Monster of Terror, 1965)
- The Dunwich Horror (1970)
- The Empty Man (Mesagerul zilei de pe urmă, 2020)
- Forever Evil (sau Nemesis, 1987)
- „Vise în Casa Vrăjitoarei de H. P. Lovecraft” sau (sau „Casa vrăjitoarelor”), episod Masters of Horror (4 noiembrie 2005)
- The Haunted Palace (1963)
- Howard Lovecraft and the Frozen Kingdom (2016)
- Howard Lovecraft and the Kingdom of Madness
- Howard Lovecraft and the Undersea Kingdom
- In Search of Lovecraft (2008)[75][76][77]
- Innsmouth (scurt, 2015)
- The Last Lovecraft: Relic of Cthulhu (2009)
- Necronomicon (1993)
- The Resurrected (The Ancestor sau Shatterbrain, 1991)[78][79][80]
- Underwater (2020)[81]
- The Whisperer in Darkness (2011)
- Witch Hunt (1994)
- Within the Woods (scurt, 1978)[82][83]

## Listă de filmeRe-Animator
| Film                 | An   | Regizor(i)    | Scenarist(i)                                         | Producător(i)                                  |
| -------------------- | ---- | ------------- | ---------------------------------------------------- | ---------------------------------------------- |
| Re-Animator          | 1985 | Stuart Gordon | Stuart Gordon, William J. Norris, Dennis Paoli       | Brian Yuzna                                    |
| Bride of Re-Animator | 1990 | Brian Yuzna   | Rick Fry, Woody Keith, Brian Yuzna                   | Brian Yuzna                                    |
| Beyond Re-Animator   | 2003 | Brian Yuzna   | Miguel Tejada-Flores, José Manuel Gómez, Brian Yuzna | Brian Yuzna, Julio Fernández, Carlos Fernández |

## Listă de filmeThe Evil Dead

Sigla Evil Dead

- Army of Darkness (Armata întunericului)
- The Evil Dead (Cartea morților)
- Evil Dead II sau Evil Dead 2: Dead by Dawn[87]
- Evil Dead (Cartea morților, 2013)
- Evil Dead Rise (Cartea morților: Posesie demonică)

### Filme
| Film             | Premiera SUA      | Regizor(i)   | Scenarist(i)                 | Producător(i)                                 |
| ---------------- | ----------------- | ------------ | ---------------------------- | --------------------------------------------- |
| The Evil Dead    | 15 octombrie 1981 | Sam Raimi    | Sam Raimi                    | Robert Tapert                                 |
| Evil Dead II     | 13 martie 1987    | Sam Raimi    | Sam Raimi & Scott Spiegel    | Robert Tapert                                 |
| Army of Darkness | 9 octombrie 1992  | Sam Raimi    | Sam Raimi & Ivan Raimi       | Robert Tapert                                 |
| Evil Dead        | 5 aprilie 2013    | Fede Álvarez | Fede Álvarez & Rodo Sayagues | Robert Tapert and Sam Raimi și Bruce Campbell |
| Evil Dead Rise   | 21 aprilie 2023   | Lee Cronin   | Lee Cronin                   | Robert Tapert                                 |

## Festivalul de film H. P. Lovecraft
Din 1995, are loc la Portland, Festivalul de film H. P. Lovecraft (H.P. Lovecraft Film Festival) care promovează lucrările de groază și poveștile ciudate ale lui H.P. Lovecraft prin adaptări cinematografice realizate de regizori profesioniști și amatori. O listă de filme (de scurt și lungmetraj) bazate pe lucrările lui Howard Phillips Lovecraft, grupate după ani, apare aici .
